# Kilometrovník

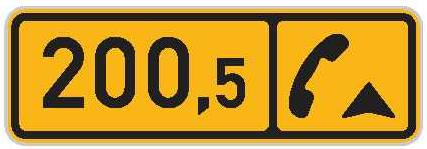
Silniční kilometrovník s ikonou nouzové hlásky

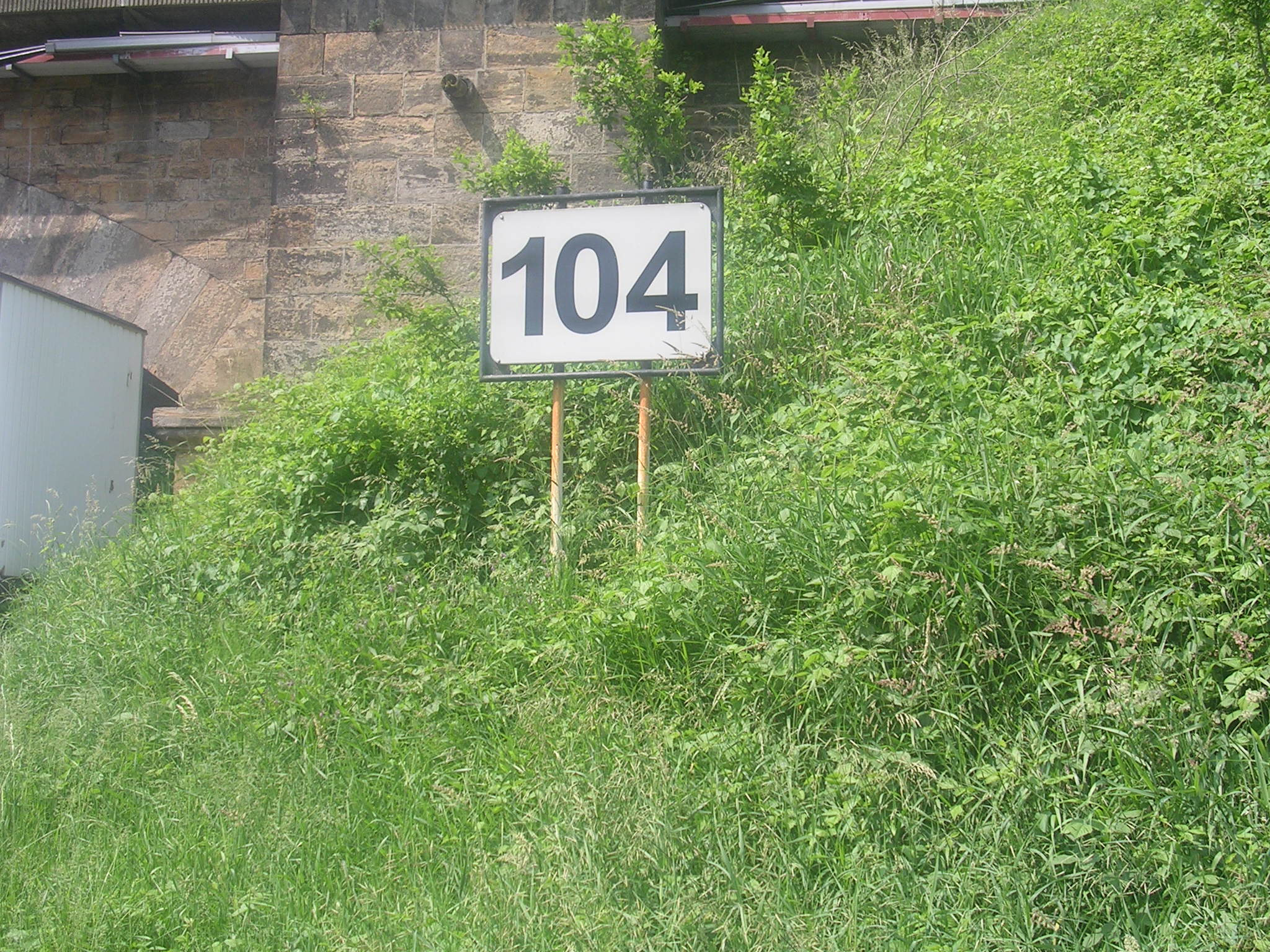
Říční kilometrovník na Labi v Dolním Žlebu (platný do roku 2009)

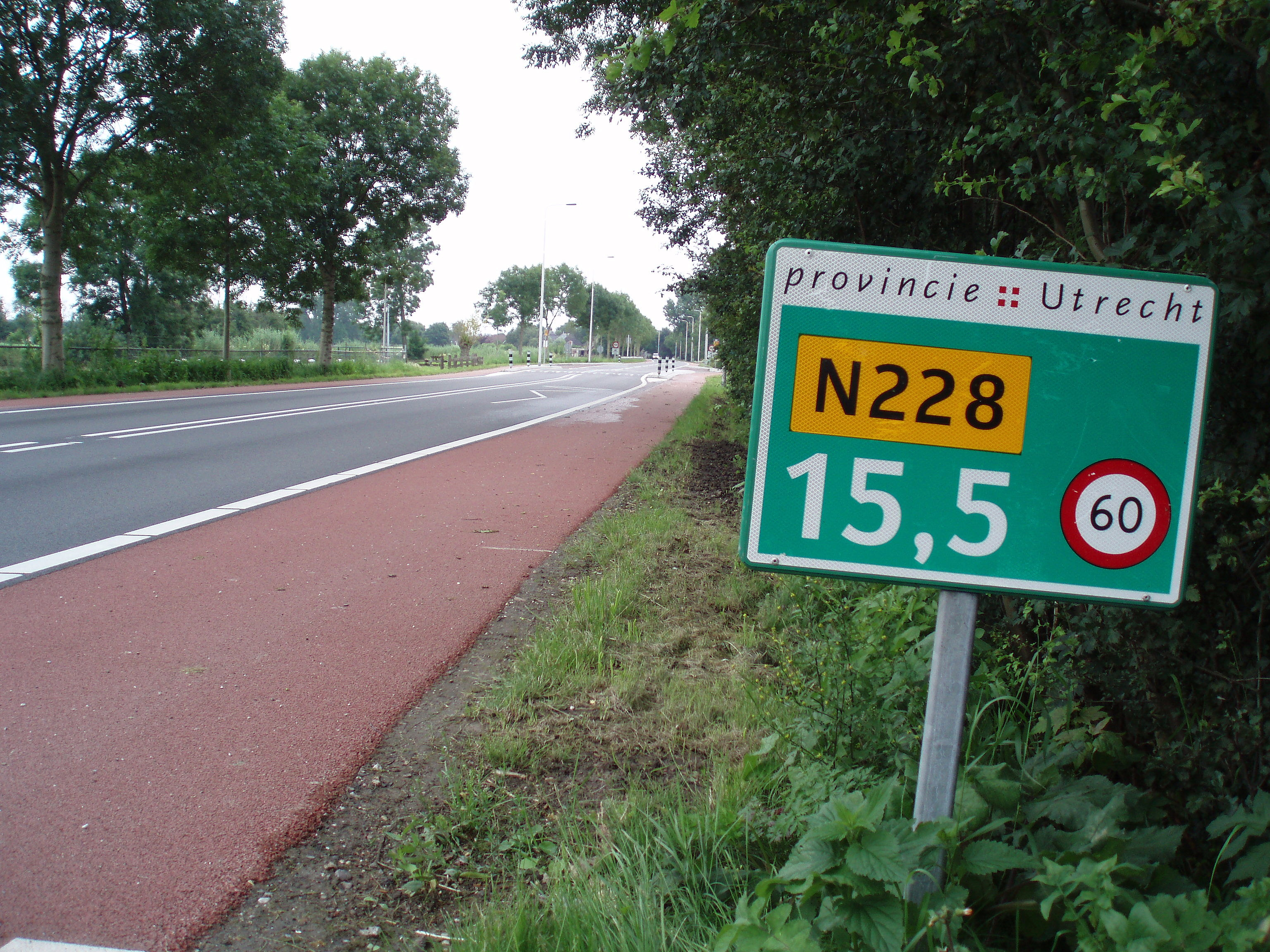
Silniční kilometrovník v Nizozemsku s číslem silnice, nejvyšší povolenou rychlostí a názvem provincie

Kilometrovník na dopravní cestě je značka (tabulka, patník či jinak provedený nápis u okraje dopravní cesty), který v určitých rozestupech vyznačuje vzdálenost místa od počátku dopravní cesty, tedy staničení. Kilometrovníky se používají zejména na silnicích vyšší kategorie a dálnicích, na železničních tratích a na těch vnitrozemských vodních cestách, které neslouží jen malým plavidlům. V minulosti se jako kilometrovníky nebo milníky používaly především kamenné patníky, v současné době převažují plechové tabulky nebo tabule, v některých zemích se používají nálepky na plastových směrových nebo obdobných sloupcích. V minulosti se silniční kilometrovníky umisťovaly v rozmezí jednoho či více celých kilometrů, dnes je obvyklý rozestup silničních i železničních kilometrovníků například 0,5 km, 0,2 km, v některých zemích a místech i 0,1 km. V některých zemích se proto nazývají hektometrovníky. Silniční kilometrovníky někdy obsahují i další informace, například směrový ukazatel k nejbližší nouzové hlásce, v některých zemích i číslo a třídu silnice, případně i další parametry, v Nizozemsku například nejvyšší povolenou rychlost.
První jednotný systém silničních kilometrovníků byl zaveden úřady Čsl. republiky v roce 1933. Kilometrovníky byly tvořeny kamennými sloupky osazenými nakoso tak aby byly číslice čitelné z obou směrů. Vzhledem k tehdejšímu levostrannému provozu byly osazovány vlevo. Značení bylo doplněno menšími kamennými hektometrovníky umísťovanými po 200 m. Současné silniční kilometrovníky mají předepsanou podobu jako dopravní značka, a to v reflexním černooranžovém provedení. Podle původního znění § 2 odst. 3 vyhlášky 104/1997 Sb., kterou se provádí zákon o pozemních komunikacích, se mělo staničení značit kilometrovníky na dálnicích a silnicích I. třídy. vyhláškou č. 338/2015 Sb. byl s účinností od 31. prosince 2015 celý tento odstavec vypuštěn (jeho číslo dostal přečíslovaný následující odstavec). 
V české železniční dopravě nemá kilometrovník status neproměnného návěstidla, ale traťové značky; jejich podoba je značně variabilní, starší kilometrovníky jsou kamenné bílé patníky s černými nápisy, na některých tratích jsou nově umisťovány kilometrovníky shodné se silničními.
V říční dopravě se obvykle používají velké plechové tabule umisťované na břehu souběžně s osou řeky, údaj o říčním kilometru bývá rovněž standardně uváděn na zdymadlech s plavebními komorami.

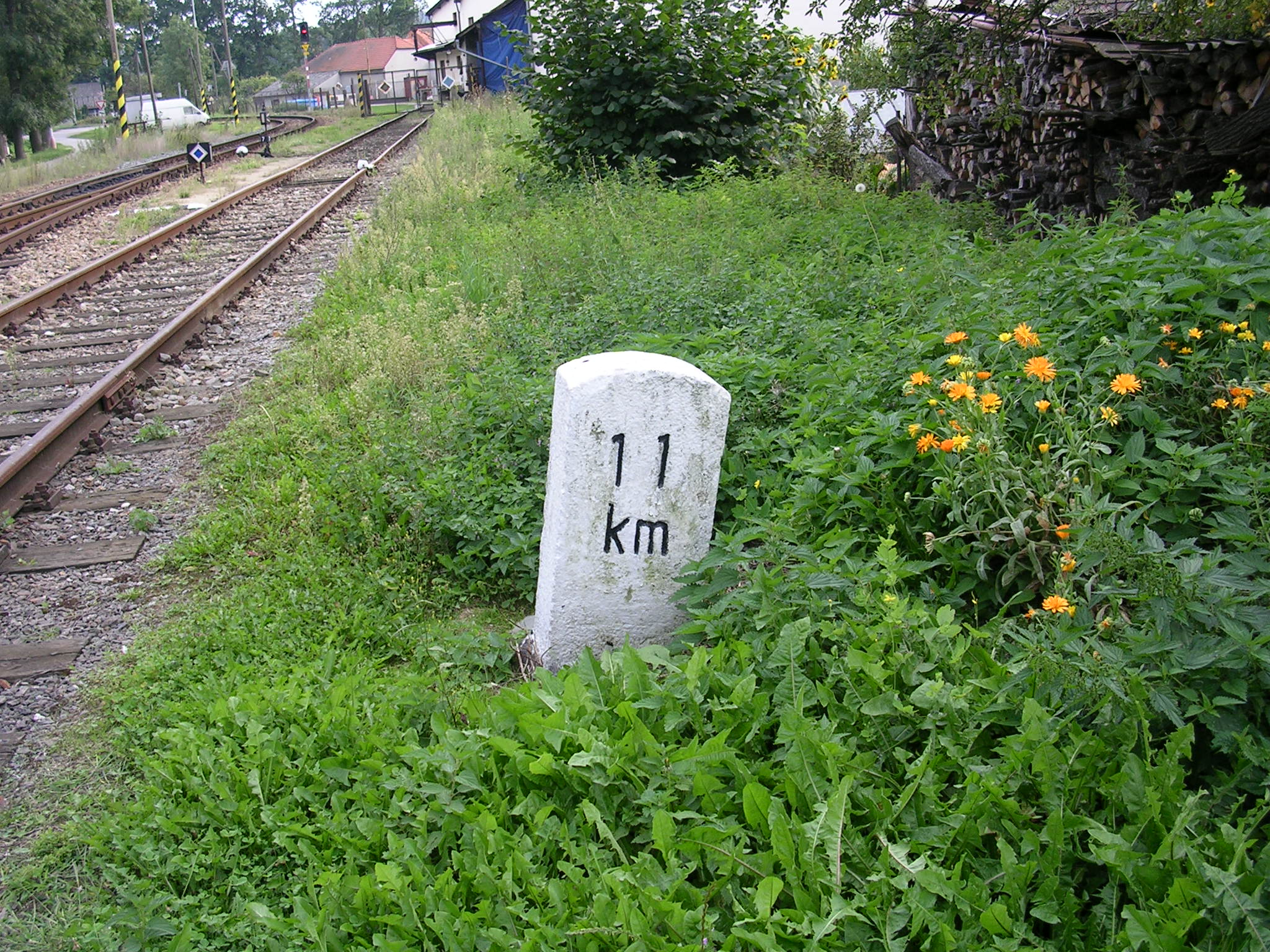
Starý železniční kilometrovník
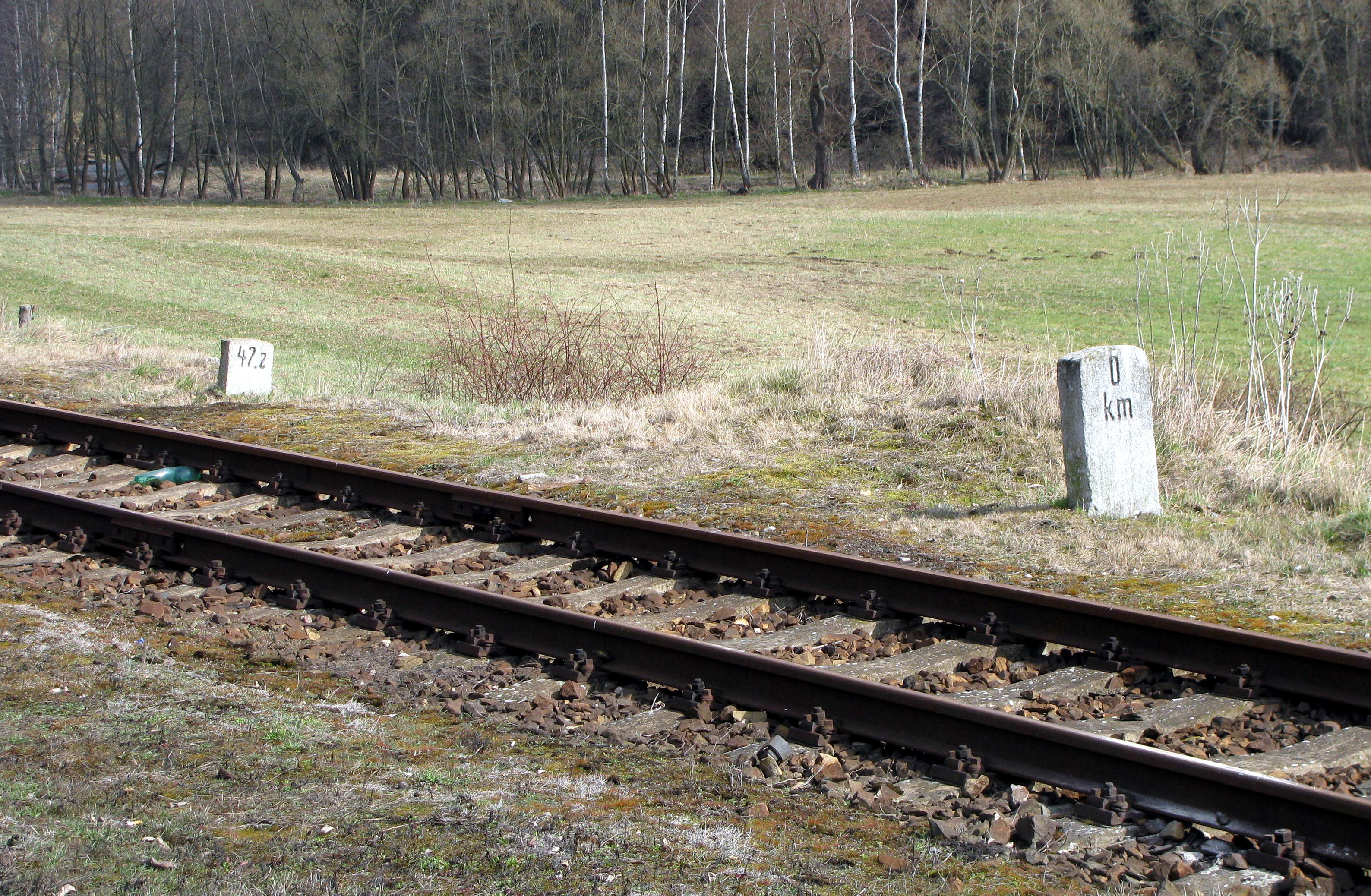
Dvojí staničení – označení počátku odbočující trati
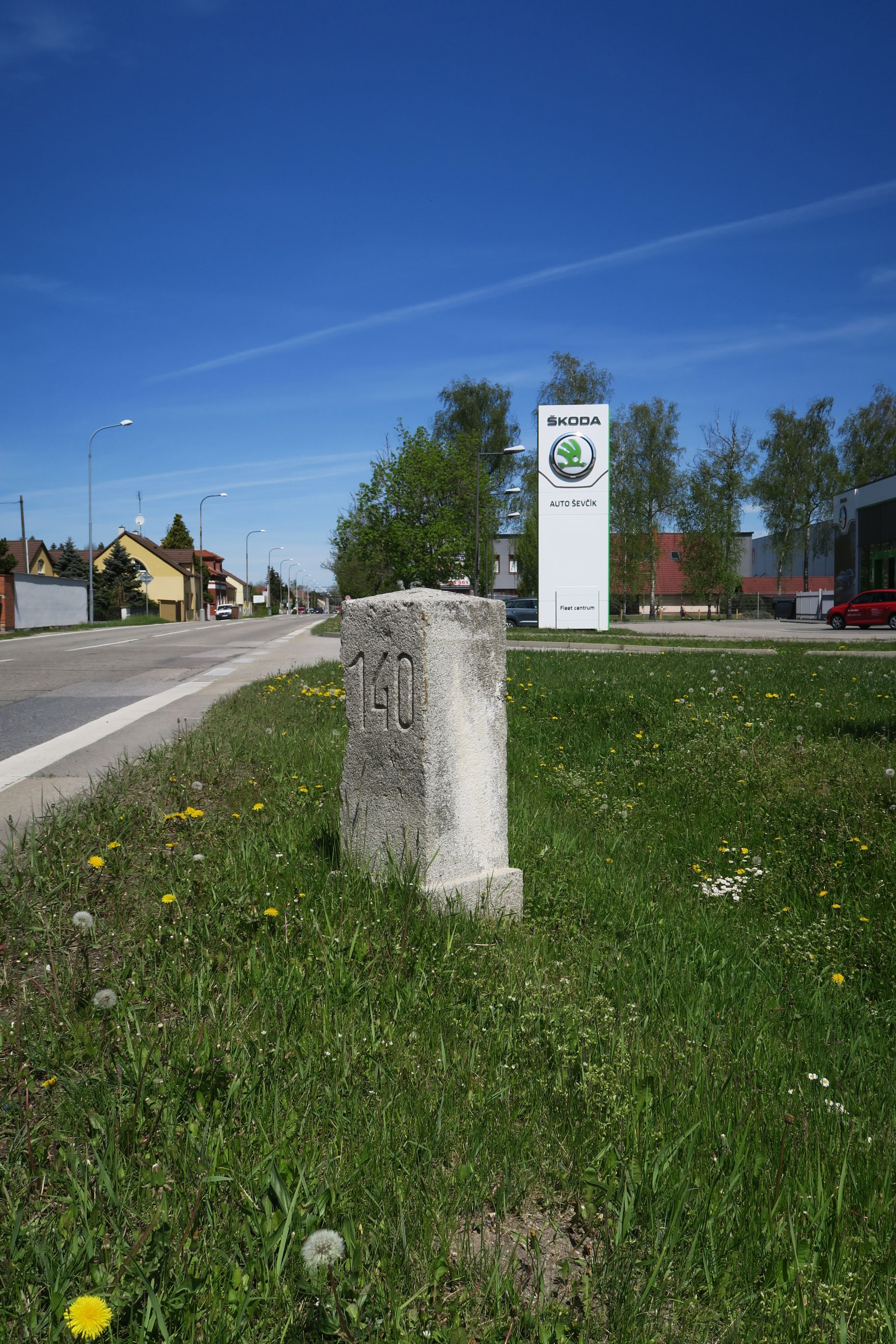
Starý silniční kilometrovník vz. 33 v Českých Budějovicích